# Вишни Казимир
Вишни Казимир (слч. Vyšný Kazimír) насељено је мјесто са административним статусом сеоске општине (слч. obec) у округу Вранов на Топлој, у Прешовском крају, Словачка Република.

## Становништво
| Година:    | 1994. | 2004.    | 2014.   | 2024.   |
| ---------- | ----- | -------- | ------- | ------- |
| Број људи: | 193   | 213      | 196     | 190     |
| Разлика:   |       | +10,36 % | -7,98 % | -3,06 % |

| Година:    | 2023. | 2024. |
| ---------- | ----- | ----- |
| Број људи: | 190   | 190   |
| Разлика:   |       | +0 %  |

Према подацима о броју становника из 2024. године насеље је имало 190 становника.